# Svart sommar
Svart sommar är en kriminalroman av Maria Lang (pseudonym för Dagmar Lange), utgiven första gången 1966 på bokförlaget Norstedts. Romanen har översatts till danska, norska och finska.

## Handling
Se Skoga och sedan dö - det är kanske inte den reklamslogan man drömmer om när den stora pr-kampanjen för att locka turister till sommarstaden Skoga sparkas igång. Tyvärr ska denna olycksbådande devis dock visa sig vara den mest passande. Det blir en svart sommar för såväl Christer Wijk som för hans födelsestad.